# Symphodus melops
Symphodus melops es una especie de peces de la familia Labridae en el orden de los Perciformes. En España recibe los nombres vulgares de vello, porredana, porredano o tordo.

## Morfología
- Los machos pueden llegar alcanzar los 28 cm de longitud total.[2]

## Distribución geográfica
Se encuentra en el Atlántico oriental (desde Noruega hasta  Marruecos y Azores). También en el Mediterráneo occidental y el  Mar Adriático.

## Sinonimia
- Crenilabrus gibbus (Gmelin, 1789)
- Crenilabrus melops (Linnaeus, 1758)
- Labrus cornubius Gmelin, 1789
- Labrus gibbosus Bonnaterre, 1788
- Labrus gibbus Gmelin, 1789
- Labrus goldsinny Bonnaterre, 1788
- Labrus melops Linnaeus, 1758
- Labrus rone Ascanius, 1772
- Labrus tesselatus Bloch, 1792
- Labrus venosus Gmelin, 1789
- Lutjanus melops (Linnaeus, 1758)
- Lutjanus norvegicus Bloch, 1797

## Galería de imágenes

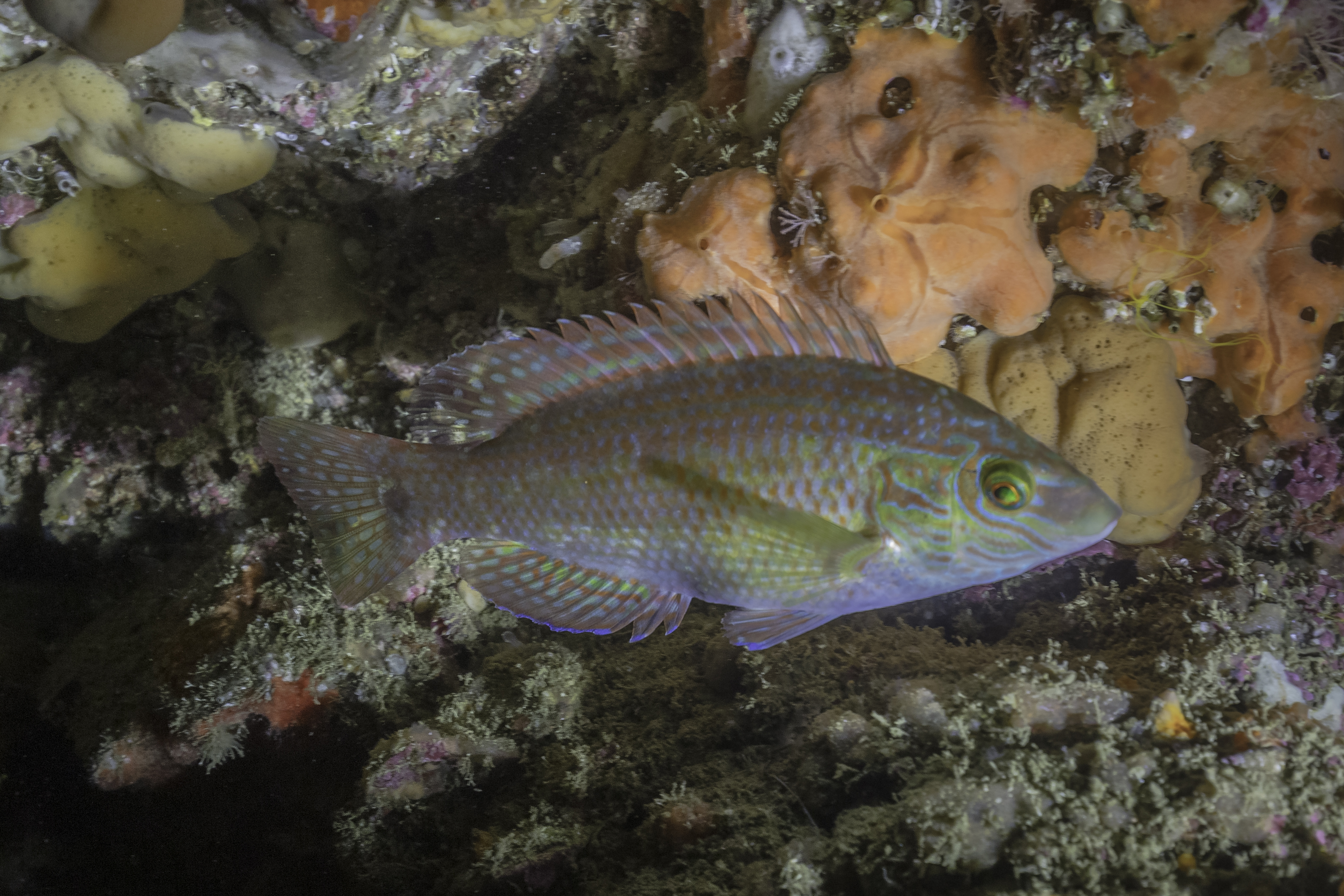
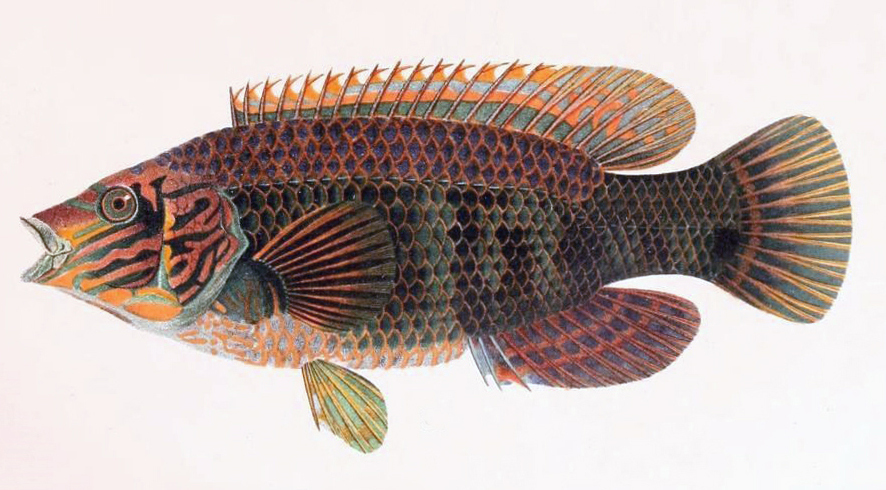